# (1035) Amata
Amata és l'asteroide número 1035. Va ser descobert per l'astrònom Karl Wilhelm Reinmuth des de l'observatori de Heidelberg (Alemanya),el 29 de setembre de 1924. La seva designació alternativa és 1924 SW.